# Junta de Adelanto de Arica

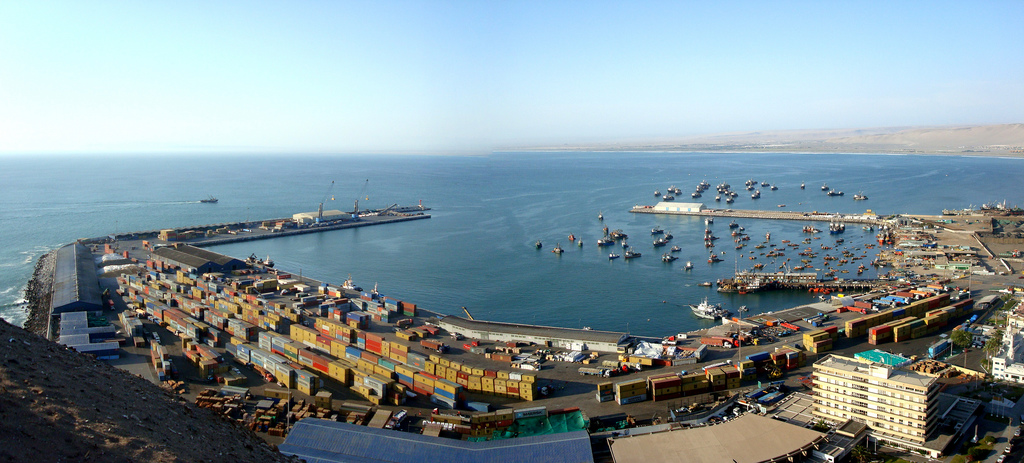
Porto de Arica, uma das obras da Junta

A Junta de Adelanto de Arica (JAA) foi uma instituição estatal pública encarregada de fomentar o desenvolvimento e progresso econômico e social do então Departamento de Arica (correspondente para as atuais províncias Arica e Parinacota) de Chile. Funcionou entre 1958 e 1976.
Foi criada pela Lei N° 13.039 do 24 de setembro de 1958, chamada também Lei de Arica. Para a Junta de Adelanto lhe correspondia receber um total de 15% dos impostos para a internação de bens em Arica ao criar-se um porto livre. Foi dissoluta pelo DL N° 1612 12 em 10 de dezembro de 1976.
Em seu plano de obras públicas esteve a construção do porto de Arica, os campus universitários da sede em Arica das Universidade do Norte e da Universidad de Chile, o mundialista Estádio Carlos Dittborn, o Hipódromo de Arica, o Cassino Municipal de Arica, o Aeroporto Internacional Chacalluta, a Rodovia Costeira Sul, infra-estrutura da Praia La Lisera, Parque Brasil, Hostería do Vale de Codpa, Embalse Caritaya, Edifício Plaza, Terminal Rodoviário Nacional, além de numerosos conjuntos habitacionais (casas e departamentos). Como resultado da grande envergadura da construção de obras públicas e casas se chegou a esse local que a JAA, todo isso menos o morro de Arica.